# Syntomeida epilais
Syntomeida epilais là một loài bướm đêm thuộc phân họ Arctiinae, họ Erebidae.

## Hình ảnh

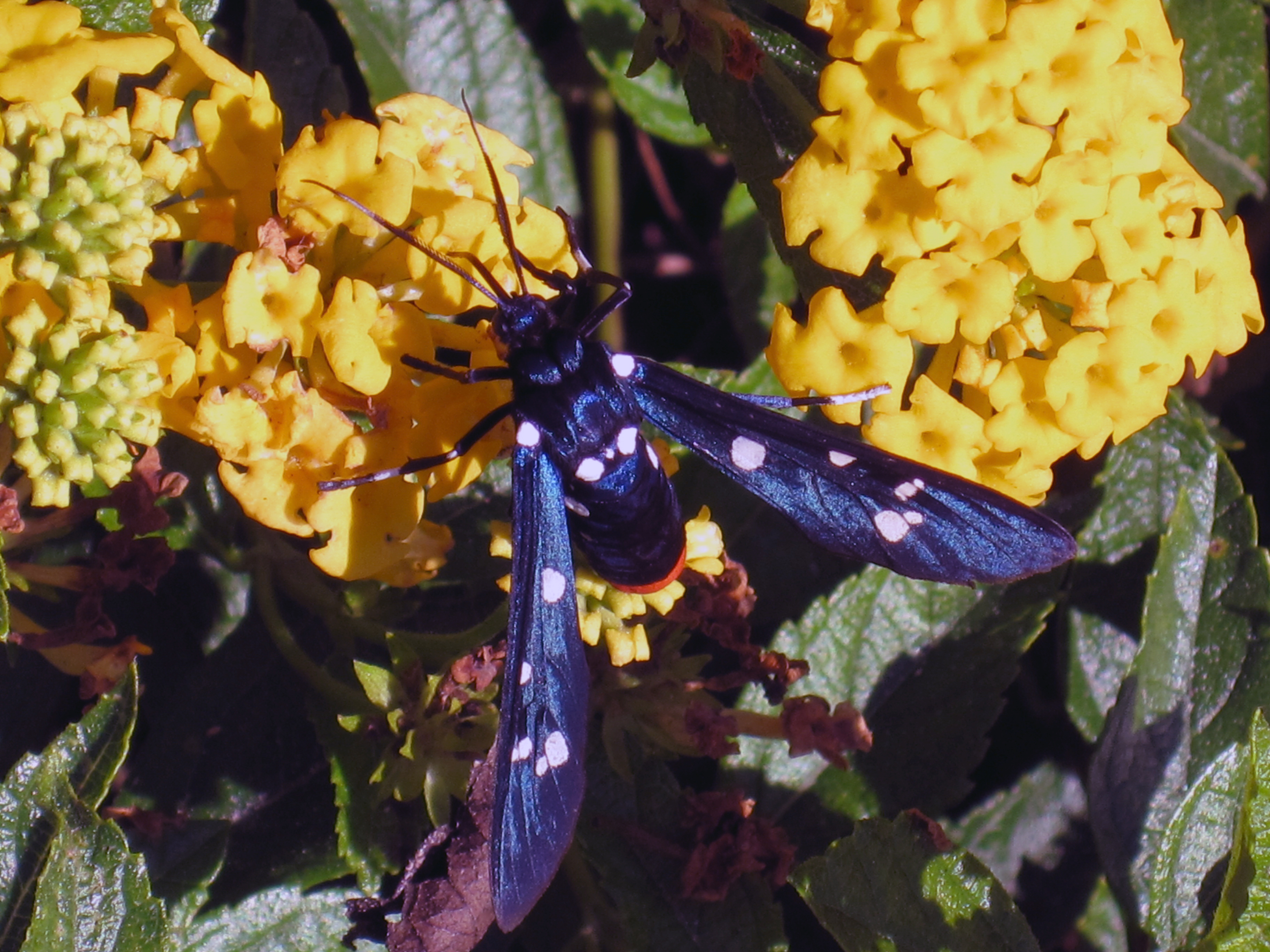
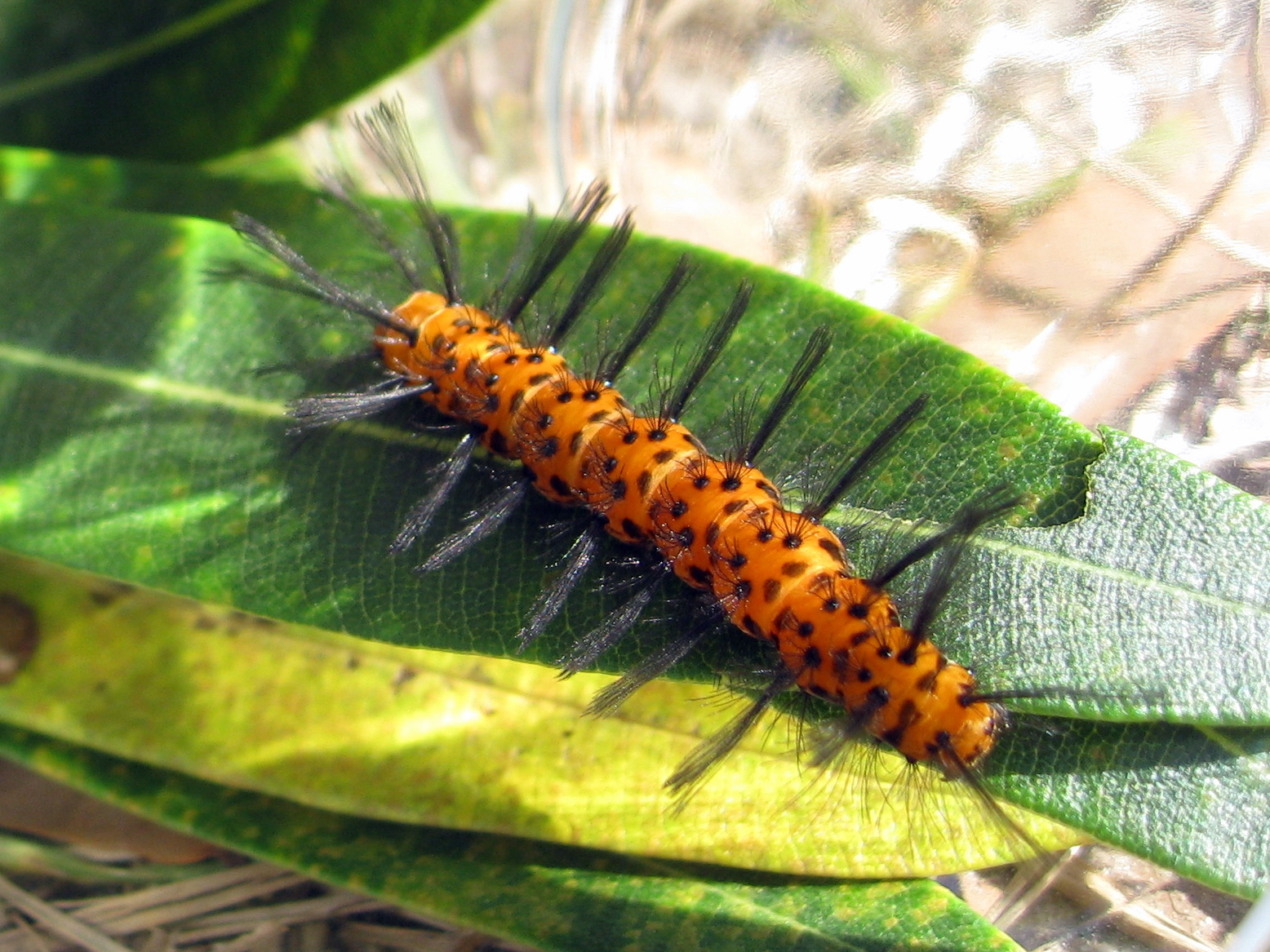
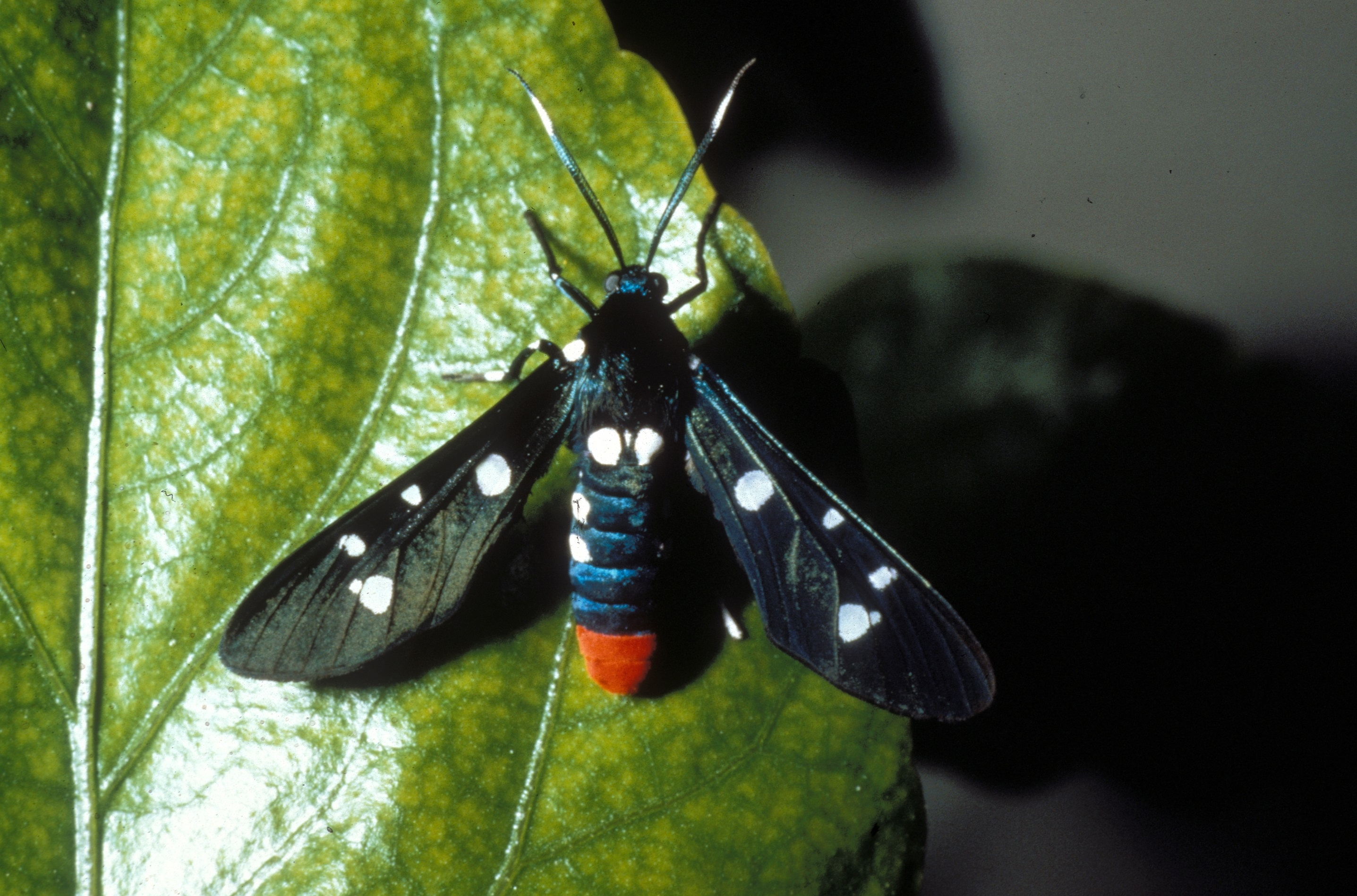